# Wizardry: Proving Grounds of the Mad Overlord
Wizardry: Proving Grounds of the Mad Overlord — первая игра из серии Wizardry. Оригинальная игра была разработана Эндрю Гринбергом и Робертом Вудхедом для платформы Apple II. В 1980 году недавно образованная Норманом Сиротеком издательская компания Sir-Tech Software, Inc. выпустила первую бета-версию игры. Релизная версия была выпущена в следующем, 1981 году.
Wizardry стала одной из первых графических компьютерных ролевых игр в жанре фэнтези. Также она стала первой ролевой игрой с формированием команды искателей приключений.
Игра имела широкий успех среди игроков и неоднократно переиздавалась на множестве платформ. Wizardry: Proving Grounds of the Mad Overlord стала первой игрой из трилогии, в которую также вошли прямые сюжетные продолжения — Wizardry II: The Knight of Diamonds и Wizardry III: Legacy of Llylgamyn, в которые можно было импортировать команду героев из прошлых приключений.

## Игровой процесс
Игра начинается в городе. Игрок собирает группу до шести персонажей. Персонаж может принадлежать одной из пяти рас (люди, эльфы, дворфы, гномы, хоббиты), одному из трёх мировоззрений (добрый, нейтральный, злой) и одному из четырёх базовых классов (воин, жрец, маг, вор). По мере развития персонаж мог перейти в один из четырёх престиж-классов (епископ — сочетание жреца и мага, самурай — воина и мага, владыка — воина и жреца, ниндзя — воина и вора). Добрые и злые персонажи не могут действовать сообща в одной группе.
После создания команды и её вооружения герои спускаются в подземелье под замком Требор, состоящее из десяти уровней.
По стилистике игра является подземельем. Целью каждого уровня является поиск лестницы для спуска на следующий, более низкий уровень. На самом последнем уровне, десятом, героев ждёт злой верховный маг Вердна, удерживающий магический амулет.
Большую часть интерфейса оригинальной игры составляет текст, только незначительная часть экрана отводилась графическому представлению происходящего. Тем не менее, по меркам тех лет, это был большой шаг вперёд — приключенческие игры тех лет были преимущественно текстовыми. В игре не было такого важного элемента, как автокарта. Для составления карты в поставку игры входил блокнот, в котором игрок мог зарисовывать подземелье по мере его исследования. Если этого не делать, то можно легко заблудиться, так как часть лабиринта скрыта постоянным мраком, в некоторых местах команду может телепортировать в совершенно другую часть подземелья. Герои же могут с помощью специального заклинания телепортироваться в произвольную часть любого уровня подземелья — для этого нужно указать координаты относительно текущего местоположения. Если игрок ошибётся в расчётах, то группа может переместиться в ловушку или каменную стену, что приводит к поражению в игре.
Wizardry была беспощадно сложной по отношению к игроку — сохраняться можно было только на поверхности. В случае гибели всех участников команды игра будет проиграна окончательно — восстановиться с прошлого сохранения невозможно. В качестве утешения игрок, спускаясь в подземелье с новой группой, может наткнуться на тела и вещи погибших героев (дальнейшие версии игры были проще — в случае смерти можно было сразу же вернуться в точку гибели предыдущей команды). В итоге прохождение игры могло растянуться на сотни часов. Состояние игры сохранялось на отдельную сценарную дискету. При старте можно было задействовать её, либо вставить чистую дискету и начать новое приключение. Для запуска Wizardry II и Wizardry III необходимо полностью пройти Wizardry, так как для них нужны данные о команде из сценарной дискеты.

## Разработка
Эндрю Гринберг, студент Корнеллского университета, начал разработку игры в 1978 году. К осени 1979 года была доступна играбельная версия, которая стала очень популярной среди студентов. Многие элементы Wizardry были почерпнуты Гринбергом из компьютерной системы PLATO и приключенческой ролевой игры Oubliette 1977 года. Первоначально разработка велась на языке программирования Applesoft BASIC, однако позднее Гринберг и Вудхед переписали игру на UCSD Pascal, так как реализация на BASIC не могла обеспечить приемлемой производительности. Разработка заняла более двух лет, из которых достаточно большую часть заняли тестирование и балансировка игрового процесса.
Издавать игру взялся Норман Сиротек, создавший недавно издательскую компанию Sir-Tech.
Имя главного злодея (Werdna) и название замка (Trebor), под которым находится подземелье, являются именами Гринберга и Вудхеда, написанными наоборот. Также их инициалы (ACG и RJW) можно встретить в планировке восьмого и девятого уровня подземелья.

## Критика и наследие
Wizardry поступила в продажу в сентябре 1981 года и практически сразу же стала одной из самых популярных игр для Apple II того года. К 30 июня 1982 года было продано свыше 24 тысяч копий, благодаря чему игра для своего времени стала одной из самых продаваемых ролевых игр для персонального компьютера в Северной Америке. В 1983 году Electronic Games описала Wizardry как «без сомнения, самую популярную в данный момент фэнтезийную приключенческую игру для Apple II».
Журнал «II Computing» назвал Wizardry третьей в списке лучших игр для Apple II по состоянию на 1985 год.
Популярность игры была настолько велика, что в течение нескольких месяцев с момента выхода Wizardry появились коммерческие трейнеры для облегчения прохождения игры. Также для ней вышло одно из первых в истории компьютерных игр печатное руководство по прохождению «The Wizisystem». В итоге Wizardry стала родоначальницей одноимённой игровой серии, которая на протяжении более чем двадцати лет продолжала вносить нововведения в жанр компьютерных ролевых игр.
«Computer Gaming World» назвал Wizardry «одной из лучших классических игр на все времена», сложной, но играбельной. Не выявив ни одного крупного недостатка, рецензент только посетовал на слишком большую сложность в начале игры, когда игровых персонажей могут легко убить.
Wizardry была портирована на множество японских компьютерных платформ, таких как NEC PC-8801, и приобрела на них большую популярность. Вместе с серией игр Ultima Wizardry оказала большое влияние на поджанр JRPG, из которого вышли такие серии как Final Fantasy и Dragon Quest.
Игра на протяжении пяти лет удерживала первенство среди приключенческих игр по мнению читателей «Computer Gaming World», пока не уступила это звание Ultima IV в 1986 году. Благодаря многолетним положительным отзывам читателей она стала одной из первых игр, вошедших в Зал славы журнала.